# Таджикистан на літніх Олімпійських іграх 2016
Таджикистан на літніх Олімпійських іграх 2016 у Ріо-де-Жанейро був представлений 7 спортсменами у 4 видах спорту. Прапороносцем на церемонії відкриття Олімпіади став метальник молота Дільшод Назаров.
Це був шостий поспіль виступ нації на літніх Олімпійських іграх у пострадянський період. Таджикистан здобув одну золоту медаль.

## Спортсмени
| Дисципліна     | Чоловіки | Жінки | Разом |
| -------------- | -------- | ----- | ----- |
| Легка атлетика | 1        | 1     | 2     |
| Бокс           | 1        | 0     | 1     |
| Дзюдо          | 2        | 0     | 2     |
| Плавання       | 1        | 1     | 2     |
| Разом          | 5        | 2     | 7     |

## Медалісти
| Медаль | Спортсмен       | Вид спорту     | Дисципліна                |
| ------ | --------------- | -------------- | ------------------------- |
| Золото | Дільшод Назаров | Легка атлетика | метання молота (чоловіки) |

## Легка атлетика
Таджицькі легкоатлети кваліфікувалися у наведених нижче дисциплінах (не більш як 3 спортсмени в кожній дисципліні):
Легенда
- Примітка – для трекових дисциплін місце вказане лише для забігу, в якому взяв участь спортсмен
- Q = пройшов у наступне коло напряму
- q = пройшов у наступне коло за добором (для трекових дисциплін - найшвидші часи серед тих, хто не пройшов напряму; для технічних дисциплін - увійшов до визначеної кількості фіналістів за місцем якщо напряму пройшло менше спортсменів, ніж визначена кількість)
- NR = Національний рекорд
- N/A = Коло відсутнє у цій дисципліні
- Bye = спортсменові не потрібно змагатися у цьому колі

Чоловіки
Технічні дисципліни
| Спортсмен       | Дисципліна                | Кваліфікація       | Кваліфікація | Фінал              | Фінал |
| Спортсмен       | Дисципліна                | Результат у метрах | Місце        | Результат у метрах | Місце |
| --------------- | ------------------------- | ------------------ | ------------ | ------------------ | ----- |
| Дільшод Назаров | метання молота (чоловіки) | 76.39              | 3 q          | 78.68              | 1     |

Жінки
Трекові і шосейні дисципліни
| Спортсменка        | Дисципліна | Попередній забіг | Попередній забіг | Півфінал         | Півфінал         | Фінал            | Фінал            |
| Спортсменка        | Дисципліна | Результат        | Місце            | Результат        | Місце            | Результат        | Місце            |
| ------------------ | ---------- | ---------------- | ---------------- | ---------------- | ---------------- | ---------------- | ---------------- |
| Крістіна Пронженко | 200 м      | 25.53            | 8                | Завершила виступ | Завершила виступ | Завершила виступ | Завершила виступ |

## Бокс
Таджикистан виставив на Олімпійські ігри одного боксера у ваговій категорії до 60 кг. Учасник Олімпіади 2012 Анвар Юнусов завоював олімпійську путівку, здобувши перемогу в чвертьфіналі Олімпійського кваліфікаційного турніру AIBA 2016, що пройшов у Баку (Азербайджан).
| Спортсмен    | Категорія           | Раунд 1/32             | Раунд 1/16                   | Чвертьфінали       | Півфінали          | Фінал              | Фінал           |
| Спортсмен    | Категорія           | Суперник Результат     | Суперник Результат           | Суперник Результат | Суперник Результат | Суперник Результат | Місце           |
| ------------ | ------------------- | ---------------------- | ---------------------------- | ------------------ | ------------------ | ------------------ | --------------- |
| Анвар Юнусов | до 60 кг (чоловіки) | Шань Цзюнь (CHN) W 3–0 | Робсон Консейсан (BRA) L TKO | Завершив виступ    | Завершив виступ    | Завершив виступ    | Завершив виступ |

## Дзюдо
Таджикистан делегував на Олімпіаду двох дзюдоїстів у таких вагових категоріях. Комроншох Устопірійон пройшов за рейтингом, оскільки посідав одне з 22-х перших місць у світовому рейтинг-листі IJF станом на 30 травня 2016 року. Натомість Мухамадмурод Абдурахмонов у категорії понад 100 кг кваліфікувався за континентальною квотою від Азійського регіону, як таджицький дзюдоїст з найвищим рейтингом поза межами прямого потрапляння через світовий рейтинг-лист.
| Спортсмен                 | Категорія               | Раунд 1/64         | Раунд 1/32                           | Раунд 1/16         | Чвертьфінали       | Півфінали          | Втішний поєдинок   | Фінал / БМ         | Фінал / БМ      |
| Спортсмен                 | Категорія               | Суперник Результат | Суперник Результат                   | Суперник Результат | Суперник Результат | Суперник Результат | Суперник Результат | Суперник Результат | Місце           |
| ------------------------- | ----------------------- | ------------------ | ------------------------------------ | ------------------ | ------------------ | ------------------ | ------------------ | ------------------ | --------------- |
| Комроншох Устопірійон     | до 90 кг (чоловіки)     | Bye                | Варлам Ліпартеліані (GEO) L 000–100  | Завершив виступ    | Завершив виступ    | Завершив виступ    | Завершив виступ    | Завершив виступ    | Завершив виступ |
| Мухамадмурод Абдурахмонов | понад 100 кг (чоловіки) | Н/Д                | Алекс Гарсія Мендоса (CUB) L 000–100 | Завершив виступ    | Завершив виступ    | Завершив виступ    | Завершив виступ    | Завершив виступ    | Завершив виступ |

## Плавання
Таджикистан отримав універсальні місця від FINA на участь в Олімпійських іграх двох плавців (по одному кожної статі).
| Спортсмен        | Дисципліна                          | Попередній заплив | Попередній заплив | Півфінал         | Півфінал         | Фінал            | Фінал            |
| Спортсмен        | Дисципліна                          | Час               | Місце             | Час              | Місце            | Час              | Місце            |
| ---------------- | ----------------------------------- | ----------------- | ----------------- | ---------------- | ---------------- | ---------------- | ---------------- |
| Олім Курбанов    | 50 метрів вільним стилем (чоловіки) | 25.77             | 62                | Завершив виступ  | Завершив виступ  | Завершив виступ  | Завершив виступ  |
| Анастасія Тюріна | 50 метрів вільним стилем (жінки)    | 31.15             | 73                | Завершила виступ | Завершила виступ | Завершила виступ | Завершила виступ |